# S-이중성
이론물리학에서 S-이중성(S-二重性, S-duality)은 서로 다른 듯한 두 물리 이론이 결합 상수의 역수를 취하는 변환에 의하여 서로 동등한 현상이다. 즉, 결합 상수가 작은 한 이론은 결합 상수가 큰 다른 이론과 동등하게 된다. 양자장론과 끈 이론에서 나타난다.

## 양자장론의 S-이중성
양자장론에서는 여러 가지의 S-이중성을 찾을 수 있다. 이들은 대부분 일종의 초대칭을 가정하며, 궁극적으로 초끈 이론의 S-이중성에서 비롯된다.

### 전기-자기 이중성
S-이중성의 가장 기본적인 형태는 맥스웰 방정식의 전기-자기 이중성(電氣磁氣二重性, electric–magnetic duality)이다. 대전 입자를 포함하지 않는 맥스웰 방정식은 전기장과 자기장을 치환하여도 동등하다. 여기에 전기적으로 대전된 입자만 추가하면 전기-자기 이중성이 깨지지만, 자기적으로 대전된 입자도 추가하면 다시 전기-자기 이중성이 성립한다. 여기서 전기적으로만 대전된 입자는 전기 홀극, 자기적으로만 대전된 입자는 자기 홀극, 전기와 자기 둘 다 대전된 입자를 다이온이라고 한다.
부호수가 {\displaystyle (p,4-p)}인 4차원 다양체 {\displaystyle M}를 생각하자. 그 가운데 호몰로지 {\displaystyle H^{2}(M)}에 다음과 같은 연산자 {\displaystyle N_{\tau }\colon H^{2}(M;\mathbb {C} )\to H^{2}(M;\mathbb {C} )}를 정의하자.
{\displaystyle N_{\tau }=\operatorname {Re} \tau +s*\operatorname {Im} \tau }
여기서 {\displaystyle p\equiv 0{\pmod {2}}}인 경우 {\displaystyle s=i}, 그렇지 않은 경우 {\displaystyle s=1}로 놓는다.
이 경우, {\displaystyle (s*)^{2}=-1}이므로, {\displaystyle N_{\tau }}의 역은
{\displaystyle (N_{\tau })^{-1}=N_{1/\tau }}
이다. 즉, 이러한 꼴의 연산자는 단순히 복소수로 생각할 수 있다.
U(1) 게이지 이론은 다음과 같이 기술할 수 있다. U(1) 접속의 곡률을 {\displaystyle F}라고 하자. 이는 선다발의 천 특성류와 같다.
{\displaystyle c_{1}=[F/2\pi ]\in H^{2}(M;\mathbb {Z} )}
게이지 이론의 작용을 다음과 같이 적자.
{\displaystyle S_{\tau }={\frac {1}{4\pi }}\int _{M}F\wedge N_{\tau }F}
통상적으로, 그 성분들은
{\displaystyle \tau =\theta /2\pi +4\pi i/g^{2}}
으로 적는다. 여기서
- {\displaystyle g}는 결합 상수
- {\displaystyle \theta }는 CP 위반 각

이다. 즉, 텐서 표기법으로 쓰면
{\displaystyle S=\int _{M}{\sqrt {|\det g|}}\,\left({\frac {1}{2g^{2}}}F_{\mu \nu }F^{\mu \nu }+{\frac {\theta }{32\pi ^{2}}}\epsilon ^{\mu \nu \rho \sigma }F_{\mu \nu }F_{\rho \sigma }\right)}
이다. 이 작용은
{\displaystyle F\mapsto F_{D}={\frac {\delta S}{\delta F}}=N_{\tau }F}
{\displaystyle \tau \mapsto -1/\tau }
에 대하여 불변이다. 이는 고전 전자기학의 전기-자기 이중성이다.
이 이론을 양자화하게 되면, 그 경로 적분은
{\displaystyle Z=\int DA\,\exp(iS)}
이다. 이 경우, {\displaystyle [F/2\pi ]\in H^{2}(M;\mathbb {Z} )}이므로,
{\displaystyle S_{\tau +1}-S_{\tau }=(\theta /2)\int _{M}(F/2\pi )\wedge (F/2\pi )}
이다. 만약 {\displaystyle M}이 스핀 다양체라면, 2차 미분형식의 교차 형식(intersection form)은 짝수이므로, 항상 {\displaystyle \int _{M}(F/2\pi )^{2}}는 짝수다. 따라서
{\displaystyle S_{\tau +1}-S_{\tau }\in \mathbb {Z} }
이고, 이 경우 경로 적분에 등장하는 {\displaystyle \exp(iS)}는 불변이다. 즉, 양자역학적으로
{\displaystyle \tau \mapsto \tau +1}
또한 대칭이다. 이들을 합성하면 모듈러 군
{\displaystyle \tau \mapsto {\frac {a\tau +b}{c\tau +d}}} ({\displaystyle {\begin{pmatrix}a&b\\c&d\end{pmatrix}}\in \operatorname {PSL} (2;\mathbb {Z} )}
을 이루게 된다.  유클리드 계량 부호수의 경우, 이는 구체적으로 경로 적분을 계산해 확인할 수 있다. 맥스웰 방정식을 만족시키는 장세기 {\displaystyle F}는
{\displaystyle dF=d*F=0}
이므로 조화형식(harmonic form)을 이루며, 이는 호지 이론에 따라 코호몰로지류 {\displaystyle H^{2}(M;\mathbb {R} )}에 대응한다. 유클리드 계량 부호수에서는 2차 형식에 대한 호지 쌍대가 {\displaystyle *^{2}=1}이므로, 호지 쌍대의 고윳값에 따라 임의의 장세기를
{\displaystyle F=2\pi (p_{+}+p_{-})}
{\displaystyle *F=2\pi (p_{+}+-p_{-})}
{\displaystyle p_{\pm }\in H_{\pm }^{2}(M;\mathbb {Z} )}
로 분해할 수 있다. 그렇다면
{\displaystyle N_{\tau }F=2\pi (\tau p_{+}+{\bar {\tau }}p_{-})}
이다. 따라서 작용은
{\displaystyle S=\pi \left(\tau \langle p_{+},p_{+}\rangle -{\bar {\tau }}\langle p_{-},p_{-}\rangle \right)}
가 된다. 따라서, 경로 적분은 다음과 같다.:89–91
{\displaystyle Z(\tau )\sim \sum _{p_{+}\in H_{+}^{2}(M;\mathbb {Z} )}q^{p_{+}^{2}/2}\sum _{p_{-}\in H_{-}^{2}(M;\mathbb {Z} )}{\bar {q}}^{p_{-}^{2}/2}} ({\displaystyle q=\exp(2\pi i\tau )})
이는 서로 다른 선다발들의 합만 고려한 것이다. 여기에 유한 에너지 모드들의 기여를 고려하면, 각 모드의 에너지는 {\displaystyle \operatorname {Im} \tau =1/g^{2}}에 비례하며, 경로 적분에는 (에너지 연산자의 행렬식의 제곱근이므로) 각 모드가 {\displaystyle {\sqrt {\operatorname {Im} \tau }}}를 기여한다. 이 인자는 경로 적분의 측도를 국소적으로 재정의해 없앨 수 있다. 그러나 게이지 고정을 할 경우 상수 게이지 변환은 진동 모드에 영향을 미치지 않으므로 {\displaystyle \operatorname {Im} \tau )^{-1/2}}를 곱해야 하고, 또한 {\displaystyle b_{1}} (1차 베티 수) 개의 영에너지 모드는 게이지 변환에 영향을 받지 않으므로 이들은 {\displaystyle (\operatorname {Im} \tau )^{b_{1}/2}}를 기여한다. 즉, 총 경로 적분은 다음과 같은 꼴이다.
{\displaystyle Z(\tau )\sim (\operatorname {Im} \tau )^{(b_{1}-1)/2}\sum _{p_{+}\in H_{+}^{2}(M;\mathbb {Z} )}q^{p_{+}^{2}/2}\sum _{p_{-}\in H_{-}^{2}(M;\mathbb {Z} )}{\bar {q}}^{p_{-}^{2}/2}}
이는 세타 함수의 일종이며, 이는 무게가
{\displaystyle {\frac {1}{2}}(\chi -\sigma ,\chi +\sigma )}
인 (비정칙) 모듈러 형식이다. 여기서 {\displaystyle \chi }는 {\displaystyle M}의 오일러 지표이고, {\displaystyle \chi =b_{2}^{+}-b_{2}^{-}}는 교차 형식의 부호수이다. 무게가 0이 아닌 경우에는 고전적인 모듈러 군 대칭에 변칙이 생기는 것을 알 수 있다.

### 몬토넨-올리브 이중성
4차원에서, {\displaystyle {\mathcal {N}}=4} 초대칭을 갖는 비가환 양-밀스 이론에서도 일종의 S-이중성이 성립하는데, 이를 몬토넨-올리브 이중성(Montonen–Olive duality)이라고 한다. 이는 클라우스 몬토넨(핀란드어: Claus Montonen)과 데이비드 이언 올리브(David Ian Olive)가 1977년 발견하였다.
몬토넨-올리브 이중성은 ⅡB종 초끈 이론으로 설명할 수 있다.:186–187 {\displaystyle {\mathcal {N}}=4} {\displaystyle U(N)} 양-밀스 이론은 {\displaystyle N}개의 겹친 D3-막들 위에 존재하는 유효 이론이다. D3-막에는 기본 끈(F-끈)과 D1-막(D-끈)이 붙어 있는데, F-끈의 끝은 전기 홀극, D-끈의 끝은 자기 홀극을 이룬다. ⅡB종 초끈 이론에서는 S-이중성은 F-끈과 D-끈을 맞바꾸게 되고, 이 이중성은 물론 D3-막의 유효 이론도 따르게 된다. 이 이중성이 몬토넨-올리브 이중성이다.

### 자이베르그 이중성
4차원 {\displaystyle {\mathcal {N}}=1} 초대칭 양-밀스 이론에서도 자이베르그 이중성(Seiberg duality)이라는 S-이중성이 존재한다. 이 경우, 서로 대응하는 두 이론은 일반적으로 똑같지 않지만, 낮은 에너지 눈금에서는 재규격화군 흐름에 의하여 서로 같아진다. 서로 대응하는 두 이론의 모듈러스 공간은 서로 동형이다. 나탄 자이베르그가 1994년 발견하였다.
보다 일반적으로, 맛깔 대칭(flavour symmetry)들을 게이지하면, 이중성 폭포(duality cascade)라는 일련의 관계들을 얻는다.

### 자이베르그-위튼 이론
자이베르그-위튼 이론(Seiberg–Witten theory)은 {\displaystyle {\mathcal {N}}=2} 4차원 초대칭 게이지 이론의 모듈러스 공간(moduli space)을 다루는 이론이다. 나탄 자이베르그와 에드워드 위튼이 1994년 발표하였다. 이에 따라, 많은 경우 양자 초대칭 게이지 이론의 모듈러스 공간을 정확히 계산할 수 있고, 서로 다른 것처럼 보이는 이론들이 S-이중성에 따라 사실 같은 양자장론임을 알 수 있다.

### 6차원 (2,0) 초등각 장론으로 인한 이중성
6차원 (2,0) 초등각 장론을 각종 차원의 다양체에 콤팩트화하면, 여러 다양한 S-이중성을 얻는다. 특히, 이를 콤팩트 리만 곡면에 축소하면, 4차원 초대칭 게이지 이론의 이중성들의 여러 일반화를 얻는다.

## 끈 이론의 S-이중성

초끈 이론들 사이의 이중성

초끈 이론들도 S-이중성을 나타낸다. ⅡB종 초끈 이론은 스스로에게 대응한다. 즉, 결합 상수 {\displaystyle g}의 ⅡB종 초끈 이론은 결합 상수 {\displaystyle 1/g}의 이론과 같다. Ⅰ종 초끈 이론은 SO(32) 잡종 끈 이론과 대응한다. ⅡA종 초끈 이론과 E8 잡종 이론은 축소화한 M이론에 대응하게 된다.
따라서, 일반적으로 M이론의 이중성들의 군은 T-이중성과 S-이중성들로 생성된다. T-이중성과 S-이중성을 합성한 이중성을 U-이중성이라고 한다.
S-이중성 아래, 기본 끈(F-끈)은 D1-막(D-끈)과 맞바뀌고, D5-막은 NS5-막(F5-막)과 맞바뀐다.

### Ⅰ종/Spin(32) 잡종 이중성
| Ⅰ종 막        | Spin(32) 잡종 막                  |
| ------------- | --------------------------------- |
| 기본 끈       | (없음)                            |
| D1-막         | 기본 끈                           |
| D5-막         | NS5                               |
| D0-막 (非BPS) | Spin(32) 스피너 상태 입자 (非BPS) |

Ⅰ종 끈 이론의 기본 끈은 다른 끈 이론의 끈과 달리 BPS가 아니어서, 일반적으로 안정하지 않다 (즉, 끊어질 수 있다). 이는 Ⅰ종 끈 이론은 캘브-라몽 장을 포함하지 아니하므로, 끈이 보존되는 전하에 대하여 대전되어 있지 않기 때문이다. 결합 상수가 작을 경우 끈이 끊어지는 속도가 느려 섭동 이론을 전개할 수 있지만, 그 S-이중 이론은 결합 상수가 큰 경우에 해당하므로 Ⅰ종 끈은 곧 붕괴해 버린다. 반면 Spin(32) 잡종 끈은 BPS이므로 안정하며, I종 이론에서 D1-막 (D-끈)으로 존재한다.

#### Spin(32)의 스피너 상태
Spin(32) 잡종 끈 이론의 (기본 끈의) 스펙트럼에는 게이지 군 Spin(32)의 스피너 표현으로 변환하는 상태가 존재한다. 이는 질량을 가지며, BPS 상태가 아니지만, Spin(32) 게이지 전하의 보존으로 인하여 이러한 상태 가운데 가장 가벼운 것은 안정하다.
S-이중성에 따라서, Ⅰ종 끈 이론에도 이에 대응하는 안정한 상태가 존재한다. S-이중성의 성질에 의하여 이는 물론 Ⅰ종 기본 끈의 스펙트럼에 등장하지 않는다. (Ⅰ종 기본 끈의 스펙트럼의 모든 상태는 SO(32)의 텐서 표현을 따른다.) 다만, 초중력 근사에서, 이러한 상태는 호모토피 군
{\displaystyle \pi _{8}(\operatorname {Spin} (32))\cong \operatorname {Cyc} (2)}
로서 존재함을 알 수 있다. 즉, 9+1차원 시공간 속에서, 입자 주위의 9차원 공간의 등각 무한대인 8차원 초구 {\displaystyle \mathbb {S} ^{8}}를 생각하자. 이 경우 호모토피 군의 존재로 인하여, 무한대에서 위와 같이 위상수학적으로 자명하지 않은 꼴을 취하는 게이지 장의 상태를 취할 수 있다. 이는 양-밀스 방정식의 해를 이루지 않으며, 이와 같은 꼴의 해의 최저 에너지 상태는 (만약 존재한다면) 고에너지 물리학(즉, 초끈 이론)에 의존한다.
Ⅰ종 끈 이론의 관점에서, 이는 BPS 조건을 따르지 않는 D0-막으로 여길 수 있다. 이는 BPS가 아니지만, 게이지 전하의 보존으로 인하여 안정하다.

### ⅡB 자기 이중성
| ⅡB종 막 | ⅡB종 막   |
| ------- | --------- |
| 기본 끈 | D1-막     |
| D3-막   | D3-막     |
| D5-막   | NS5-막    |
| D7-막   | S7-막:522 |
| D9-막   | S9-막:522 |

ⅡB 이론은 스스로의 S-이중 이론이다. 또한, ⅡB 이론의 S-대칭은 {\displaystyle SL(2,\mathbb {Z} )}이다. 이에 따라 기본 끈((1,0)-끈)은 일반적으로 p개의 기본 끈과 q개의 D-끈으로 이루어진 (p,q)-끈에 대응되게 된다. 마찬가지로 (p,q) 5-막도 존재한다. D3-막은 S-이중성에 따라 변환하지 않는다.
7-막과 9-막의 변환은 더 복잡하다. D7-막은 여차원이 2이므로, 초중력에서 그 해는 부족각(不足角, 영어: deficit angle)을 가지며, 액시온(0차 라몽-라몽 장)과 딜라톤은 그 주위에서 모노드로미를 갖는다. 7-막들은 이 액시오딜라톤의 SL(2;ℤ) 모노드로미 행렬로서 분류된다. 부족각의 존재 때문에, 충분히 많은 7-막을 사용하면 ⅡB 초끈 이론의, 양의 곡률을 갖는 다양체 위의 축소화를 정의할 수 있으며, 이 경우 7-막들은 F이론에 의하여 타원 곡선 올의 퇴화에 해당한다.
9-막의 경우, 이는 시공간을 채우는 막이므로, 올챙이(영어: tadpole) 파인먼 도표의 상쇄를 위하여 특정한 수의 D9-막과 오리엔티폴드를 가해야 하며, 이 경우 Ⅰ종 초끈 이론을 얻는다.

### ⅡA / 잡종 이중성
ⅡA종 끈 이론을 K3 곡면 위에 축소화하여 얻는, 6차원 {\displaystyle {\mathcal {N}}=(1,1)} 초끈 이론은 잡종 끈 이론을 4차원 원환면 위에 축소화하여 얻는 6차원 {\displaystyle {\mathcal {N}}=(1,1)} 초끈 이론과 같다.:Proposition 1 이 경우, 끈 결합 상수가 서로 반비례하므로, 이는 S-이중성의 한 형태이다.

## ⅡB종 초중력의 S-이중성
ⅡB종 초중력은 ⅡB종 초끈 이론의 저에너지 유효이론이다. ⅡB종 초끈 이론이 {\displaystyle SL(2,\mathbb {Z} )} S-이중성을 가지는 것처럼, ⅡB종 초중력도 {\displaystyle SL(2,\mathbb {R} )} S-이중성을 가진다. (초중력을 초끈 이론으로 양자화하는 과정에서, 양자역학적 효과에 의하여 {\displaystyle SL(2,\mathbb {R} )}가 {\displaystyle SL(2,\mathbb {Z} )}로 깨진다.)
ⅡB종 초중력의 보손 장들은 {\displaystyle SL(2,\mathbb {R} )}에 대하여 다음과 같이 변환한다.
| 장 | 행렬 {\displaystyle M={\begin{pmatrix}a&b\\c&d\end{pmatrix}}\in SL(2,\mathbb {R} )}에 대한 변환 |
| --- | ----------------------------------------------------------------------------------------------- |
| 캘브-라몽 장 {\displaystyle B_{2}} 및 라몽-라몽 2차 형식 {\displaystyle C_{2}}                                | {\displaystyle {\binom {B_{2}}{C_{2}}}\mapsto M{\binom {B_{2}}{C_{2}}}}                         |
| 딜라톤 {\displaystyle \Phi } 및 라몽-라몽 0차 형식 {\displaystyle C_{0}}                                      | {\displaystyle \tau =C_{0}+i\exp(-\Phi )}, {\displaystyle \tau \mapsto (a\tau +b)/(c\tau +d)}   |
| 라몽-라몽 4차 형식 {\displaystyle C_{4}}                                                                      | 불변                                                                                            |
| 중력장 (아인슈타인 틀) {\displaystyle g_{\mu \nu }^{\text{(E)}}=\exp(-\Phi /2)g_{\mu \nu }^{\text{(string)}}} | 불변                                                                                            |

## U-이중성
M이론에서는 T-이중성과 S-이중성에 의하여, 보다 더 큰 이산대칭군이 존재한다. 이를 U-이중성이라고 한다.

## 통계역학적 격자 모형의 S-이중성
통계역학에서, 각종 격자 모형들도 S-이중성을 만족한다. 2차원 격자 모형의 S-이중성은 크라머르스-바니어 이중성(Kramers–Wannier duality)이라고 하며, 헨드릭 안토니 크라머르스와 그레고리 바니어(독일어: Gregory Hugh Wannier)가 1941년 발표하였다. 2차원 이상의 차원에도 유사한 이중성들이 존재한다.

## 같이 보기
- T-이중성
- 거울 대칭
- AdS/CFT 대응성